# 鈴木徳次郎
鈴木徳次郎（すずき とくじろう 文政10年（1827年） - 明治14年（1881年）3月26日）は明治時代の発明家。
武蔵国上高田村（現・東京都中野区上高田）生まれ。明治3年（1870年）に和泉要助、高山幸助とともに人力車の製造販売について東京府の許可をうけた。数年後（明治6年頃）には特権は失ったが、その死去後の明治16年（1883年）には人力車の発明、普及について功績が認められ遺族に金200円の下賜金が下されている。（和泉要助の記事に詳しい。）